# هوهنبوکو
هوهنبوکو (به آلمانی: Hohenbucko) یک شهر در آلمان است که در البه-الشتر واقع شده‌است. هوهنبوکو ۷۱۲ نفر جمعیت دارد.